# National Lampoon's Barely Legal
National Lampoon's Barely Legal (Casi legal en España y Jóvenes adultos en Hispanoamérica) es una película de comedia estadounidense, dirigida por David Evans y estrenada en 2003. El largometraje trata sobre tres estudiantes varones de secundaria que deciden ganar dinero mediante la venta de vídeos pornográficos, con la esperanza de ganar tanto a las mujeres y la popularidad entre sus compañeros. La película también es conocida como After School Special.

## Argumento

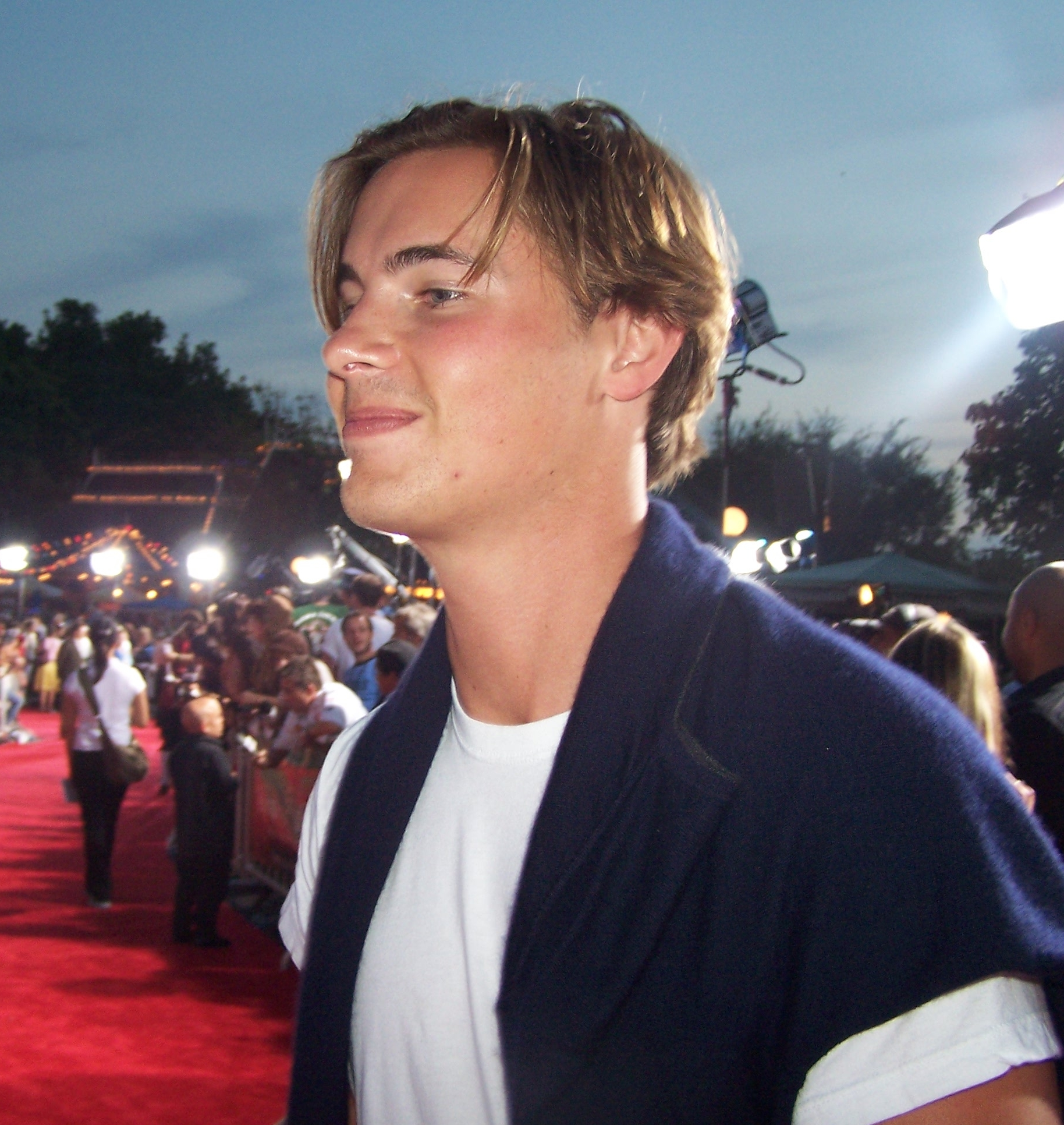
Erik von Detten es el protagonista principal encarnando el papel de Deacon.

Matt (Daniel Farber), Fred (Tony Denman), y Deacon (Erik von Detten) son tres adolescentes vírgenes que están obsesionados con el sexo, pero no pueden obtenerlo. Frustrados por estar restringidos a la fantasía y el voyeurismo, deciden filmar una película pornográfica, con el fin de obtener acceso a las mujeres, dinero y posición social. Fred roba los registros de tarjetas de crédito de uno de los pacientes de su padre, y se hacen pasar por adultos, para adquirir un sitio web llamado Después de la Escuela Especial: un sitio "de vírgenes, para vírgenes". 
Jake (Riley Smith), su compañero de clase popular y vecino de Deacon, se entera de su plan, y convence al trío que le den un papel en su película. Sin embargo, Jake tiene dificultades para realizar el acto sexual en el momento justo. La protagonista femenina, Ashley (Sarah-Jane Potts), se compromete a ayudar y casualmente lo masturba, pero Jake sufre de eyaculación precoz, se enoja y confisca la película. Él es finalmente reemplazado por Coop (Vince Vieluf), un estudiante mayor.
Mientras tanto, Deacon consigue el valor para hablar con la popular Naomi (Amy Smart) durante una fiesta. Posterior a esto, Jake, trata de humillar a Deacon en frente de ella, pero esto sólo acerca más a Naomi a él. 
Un incendio durante el rodaje envía todo el mundo, incluyendo a Ashley quien estaba desnuda, fuera del sótano Deacon, derecho a la cocina donde su casa, donde los descubre su familia. Deacon les dice que Ashley es su novia. Para su sorpresa, Ashley se compromete a quedarse a cenar. Naomi pronto llega y se presenta como la novia de Deacon. Ella se va al encuentro de Deacon con su "otra novia", pero el le dice a Naomi la verdad. Ella pide que se le agregue a su equipo de filmación como consultora en la perspectiva femenina. Esto provoca una ruptura con Matt y Fred, un conflicto que causa Ashley a salir.
Después de terminar el rodaje, los chicos deciden dejar de hacer pornografía. Jake, enojado, dice que él enviará su escena a los padres de Deacon. Un productor local de películas porno (Horatio Sanz) secuestra a Deacon y sus amigos, ya que cree que están perjudicando su negocio. Para evitar lesiones corporales, prometen entregar todo con la condición de que recibirán un porcentaje de la ganancia de por vida de la pornografía y que el espíritu juvenil de Después de la Escuela Especial se conserve.
La cinta es robada por el hermano Deacon, a quien chantajea para ello. En la escuela, Fred y Matt lamentan que todavía no tienen ni dinero, el poder ni las mujeres. Deacon se reúne con su exnovia Raquel. Jake se niega a dejar de humillar a Deacon y por lo tanto éste publica la escena embarazosa de su eyaculación precoz en todos los monitores de la escuela. El productor de porno local y actor les compensa con tres automóviles convertibles. La escena final muestra a los padres del Deacon en la cama, mirando el porno que los muchachos habían hecho. A medida que el personaje interpretado por Coop mueve la cabeza, el padre de Deacon ve una foto de su familia y exclama: "¿Ese es nuestro sótano?".

## Reparto
- Erik von Detten - Deacon Lewis
- Tony Denman - Fred
- Daniel Farber - Matt
- Sarah-Jane Potts - Ashley
- Amy Smart - Naomi
- Tom Arnold - Señor Lewis
- Dey Young - Señora Lewis
- Riley Smith - Jake
- Vince Vieluf - "Coop" Cooperman
- Samm Levine - Roger
- Cameron Richardson - Rachael
- Horatio Sanz - Vic Ramalot

## Fecha de lanzamiento
- Francia: 15 de mayo de 2003
- Alemania: 12 de mayo de 2005
- Estados Unidos: 21 de octubre de 2005
- Suecia: 4 de noviembre de 2005
- Canadá: 24 de enero de 2006
- Estados Unidos: 24 de enero de 2006 (DVD)
- Australia: 21 de marzo de 2006
- Tailandia: 25 de mayo de 2006
- Finlandia: 7 de junio de 2006
- Japón: 21 de junio de 2006
- Países Bajos: 27 de junio de 2006
- Hungría: 5 de octubre de 2006
- Argentina: 3 de enero de 2007
- Islandia: 17 de enero de 2007
- Grecia: 23 de marzo de 2007